# مسانی
مسانی (به ایتالیایی: Mesagne) یک کومونه در ایتالیا است که در استان بریندیزی واقع شده‌است.

## خصوصیات
مسانی ۱۲۲ کیلومترمربع مساحت و ۲۷٬۹۰۲ نفر جمعیت دارد و ۷۲ متر بالاتر از سطح دریا واقع شده‌است.